# Dansez pentru tine
Dansez pentru tine è stata la versione romena del talent show di ballo Ballando con le stelle, trasmesso precedentemente su Pro TV(2006-2013) e su Antena 1(2014).
È stata condotto da Horia Brenciu (2014), Lili Sandu (2014), Victor Slav (2014), Ștefan Banica Jr. (2006-2013), Iulia Vantur (2007-2013) e Olivia Steer (2006)